# Мар'ян Орлонь
Мар'ян Орлонь (пол. Marian Orłoń нар. 23 липня 1932, Людвінов, біля Гостині — пом. 12 грудня 1990, Познань) — польський письменник, прозаїк, автор популярних серед дітей та підлітків книжок.

## Біографія
Народився 23 липня 1932 року в польському містечку Людвінов. Закінчив факультет філософії та історії в Університеті імені Адама Міцкевича в Познані. У 1954—1965 роках працював у галузі освіти, з 1965 до 1981 року — у науковій бібліотеці Інституту охорони рослин. Дебютував на сторінках польських дитячих видань, таких як «Małym Gościu», «Płomyku», «Płomyczku» i «Świerszczyku». Перше оповідання «Написане зеленим чорнилом» було опубліковане у 1962 році. З 1972 року працював секретарем познанського відділу Спілки польських літераторів. У 1981 році був удостоєний премії Ради міністрів Польщі за творчість для дітей та молоді.
У 1968 році опублікував детективну повість для молодших читачів «Остання пригода детектива Носика». У серії про детектива на пенсії Амвросія Носика та його вірного пса Кубу вийшли ще дві книжки.

## Творчість
- Ami znaczy przyjaciel (1967)
- Poczekaj do jutra (1967)
- Ostatnia przygoda detektywa Noska (1968) / Остання пригода детектива Носика
- Zawisza blady (1968)
- Przegrana Szerloka (1970)
- Szansa Pigmeja (1970)
- Tajemnica Jacka Karasia (1971)
- O myszce Klementynce, pajączku Bazylim i ziemniaczkowych braciszkach (1971)
- Próba odwagi (1972)
- Kartki z ostatniej ławki (1973)
- Detektyw Nosek i porywacze (1973) / Детектив Носик і викрадачі
- Mój kochany pan pies (1975)
- Pisane łapą (1975)
- Jak detektyw Nosek zadziwił Lipki Nowe (1976)
- Wierni do końca (1984)
- Zbuntowana orkiestra (1984)
- Zwariowane dzieciaki (1984)
- Komu kundelek, komu? (1986)
- Babcia Kluczykowa (1989)
- Odmieniec (1989)
- Pozwolił ptakom śpiewać. Opowieści o świętych (1989)

## Українські переклади
- Остання пригода детектива Носика [Текст]: повість / Мар'ян Орлонь ; пер. з пол. Наталки Малетич. — Львів : Видавництво Старого Лева, 2016. — 136 с.
- Детектив Носик і викрадачі [Текст]: повість / Мар'ян Орлонь ; пер. з пол. Наталки Малетич. — Львів : Видавництво Старого Лева, 2017. — 112 с.

1. 1 2  Чеська національна авторитетна база даних